# Karatal-Zhapyryk State Nature Reserve
Karatal-Zhapyryk State Nature Reserve är ett naturreservat i Kirgizistan. Det ligger i den centrala delen av landet, 140 km söder om huvudstaden Bisjkek.